# إليس ريمي
إليس ريمي (بالإنجليزية: Ellis Remy)‏ (13 فبراير 1984 بهيستينغز في المملكة المتحدة - ) هو لاعب كرة قدم بريطاني في مركز الهجوم. شارك مع منتخب مونتسرات لكرة القدم. أما مع النوادي، فقد لعب مع إيستبورن بوروه ونادي مارغيت وهيبريدج سويفتس وHiston F.C. ‏ ونادي كيترينغ تاون ونادي بروملي وبرينتري تاون ولينكولن سيتي أف سي ونادي ويمبلدون وبوترز بار تاون وStaines Town F.C. ‏ وبيشوب ستورتفورد وRedbridge F.C. ‏ ونادي أفيلي وبرينتوود تاون وهيميل هيمبستيد تاون وإنفيلد تاون وفولكستون إنفيكتا وهاستينغز يونايتد وMaldon & Tiptree F.C. ‏ وTilbury F.C. ‏ وإيست ثوروك يونايتد وHitchin Town F.C. ‏ وHarrow Borough F.C. ‏ وغرايز أتلاتيك ‏ وهارينجي بورو وويلينج يونايتد.

## وصلات خارجية
- إليس ريمي على موقع قاعدة بيانات كرة القدم.إي يو (الإنجليزية)
- إليس ريمي على موقع ناشيونال فوتبول تيمز (الإنجليزية)
- إليس ريمي على موقع Soccerbase.com (لاعب) (الإنجليزية)
- إليس ريمي على موقع عالم كرة القدم.نت (الإنجليزية)